# Norton Point Beach
Norton Point Beach ist ein 254 Acres (1 km²) großes Naturschutzgebiet bei Edgartown im Bundesstaat Massachusetts der Vereinigten Staaten. Es wird von der Organisation The Trustees of Reservations verwaltet.

## Schutzgebiet
Das Schutzgebiet befindet sich im Eigentum des Countys, wird jedoch von den Trustees verwaltet. Der 2,5 mi (4 km) lange Strandabschnitt verband Martha’s Vineyard mit Chappaquiddick, bis ein verheerender Orkan im Jahr 2007 eine Lücke in die Landbrücke riss. Die insgesamt 4,5 mi (7,2 km) Wanderwege sind daher zwar von beiden Seiten aus zugänglich, jedoch nicht mehr miteinander verbunden. Aufgrund starker Erosion existieren nur noch 1,8 mi (2,9 km) Fahrwege für Strandbuggys.
Das Gebiet ist ein wichtiger Lebensraum für nistende Seevögel, bietet aber auch einen hohen Freizeitwert für Angler, Schwimmer und Vogelbeobachter. Aufgrund von starker Meeresströmung und erheblichem Brandungsrückstrom kann das Schwimmen am Norton Point Beach – insbesondere im Bereich des Durchbruchs – lebensgefährlich sein. Zudem werden durch die auf vorgelagerten Sandbänken lebenden Robben Haie angezogen.